# تنقيب كهربائي

نموذج ثلاثي الأبعاد لجهاز يستخدم في التنقيب الكهربائي.

عملية التنقيب الكهربائي هي عملية التنقيب عن المياه أو المعادن أو النفض باستخدام خاصية المقاومة الكهربائية للمواد التي تتكون منها طبقات التربة المختلفة، حيث وان لكل مادة استجابة مختلفة تماماً عن الأخرى، ومن خلال قياس استجابة التربة في منطقة ما يمكن معرفة ما تحتويه من مواد أو معادن أو نفط، وأول شركة استخدمت هذه التقنية هي شركة النفط الفرنسية شلمبرجر .